# Comité Técnico de Admisibilidad
El Comité Técnico de Admisibilidad fue uno de los tres órganos creados para desarrollar el proceso constituyente en Chile de 2023. Su objetivo era resolver los requerimientos que se interpongan contra aquellas propuestas de normas constitucionales que contravengan las denominadas «bases institucionales» que fueron fijadas por el acuerdo que estableció el nuevo proceso constituyente.

## Composición
El comité estaba compuesto por 14 juristas que velaron por el cumplimiento de las 12 bases institucionales fijadas en octubre de 2022. Sus integrantes fueron elegidos por el Senado a partir de una propuesta formulada por la Cámara de Diputadas y Diputados; en ambos casos el cuórum para su aprobación fue de cuatro séptimos. La propuesta fue presentada por la Cámara Baja el 25 de enero de 2023 y está compuesta por los siguientes abogados:
| - Viviana Ponce de León - Julia Urquieta - Marcos Contreras - Claudio Grossman - Estefanía Esparza | - Juan Carlos Ferrada - Tomás Jordán - Marisol Peña - Víctor Manuel Avilés - Héctor Mery | - Cecilia Flores Eterovic - Ana María García - Josefina Soto - Enrique García Arancibia |

La nómina de integrantes del comité fue ratificada por el Senado el mismo día de su presentación.

## Funciones

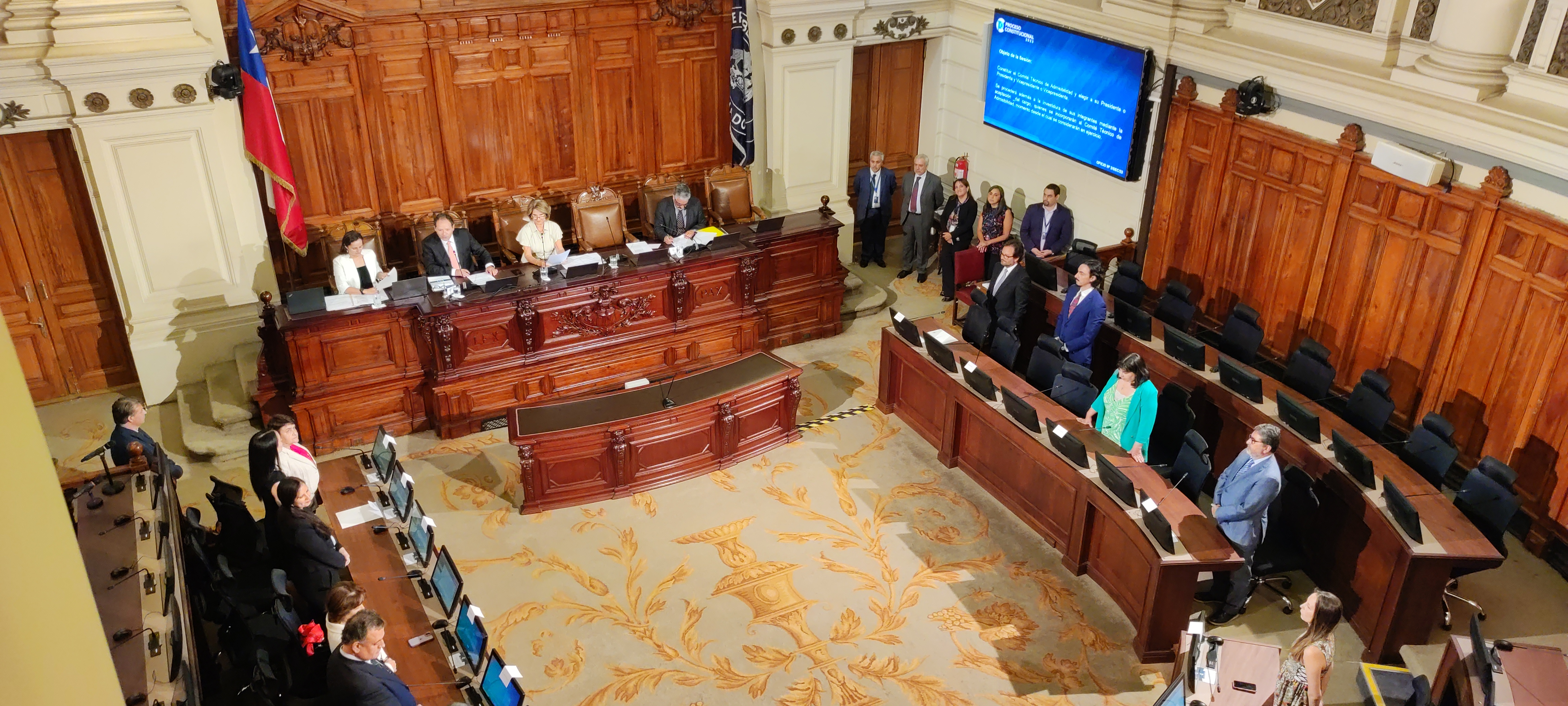
Sesión de instalación del Comité Técnico de Admisibilidad (6 de marzo de 2023).

El artículo 96 del reglamento fijado para los órganos del proceso constituyente señalaba los objetivos del Comité Técnico de Admisibilidad:

Artículo 96. Objeto.
1. El Comité Técnico de Admisibilidad estará encargado de resolver los requerimientos que se interpongan contra aquellas propuestas de normas que contravengan lo dispuesto en el artículo 154 de la Constitución Política de la República, que hayan sido aprobadas por la Comisión Experta o sus subcomisiones, o por el Consejo Constitucional o sus comisiones.
2. El funcionamiento del Comité Técnico de Admisibilidad en cuanto al conocimiento y resolución de las reclamaciones se establecerá por el propio Comité mediante un auto acordado que deberá dictar dentro de los diez días siguientes al de su instalación.
3. El Prosecretario actuará como ministro de fe del Comité Técnico de Admisibilidad y coordinará a las funcionarias y funcionarios que se desempeñen en él.

El Comité Técnico de Admisibilidad se instaló en el Palacio del ex Congreso Nacional de Chile el 6 de marzo de 2023, siendo encabezada dicha sesión inaugural por el integrante de mayor edad, procediendo a elegir la mesa directiva, que estuvo compuesta por un presidente y un vicepresidente; en aquella ocasión sería elegido presidente quien obtuviera la mayoría de los votos, y sería elegido vicepresidente quien obtuviera la segunda mayoría de las preferencias, realizándose una segunda opción entre las dos más altas mayorías en caso de ocurrir un empate.
Las sesiones plenarias del Comité Técnico de Admisibilidad se realizaron en el antiguo hemiciclo del Senado en el palacio del ex Congreso Nacional de Chile en Santiago.